# Panaxia spaneyi
Panaxia spaneyi är en fjärilsart som beskrevs av Embrik Strand 1912. Panaxia spaneyi ingår i släktet Panaxia och familjen björnspinnare. Inga underarter finns listade i Catalogue of Life.